# ‘Abd al-Wahhab ibn Ahmad al-Sha‘rānī
 (janvier 2018).
Si vous disposez d'ouvrages ou d'articles de référence ou si vous connaissez des sites web de qualité traitant du thème abordé ici, merci de compléter l'article en donnant les références utiles à sa vérifiabilité et en les liant à la section « Notes et références ».
‘Abd al-Wahhab ibn Ahmad al-Sha‘rānī est né en 1492 (897 H.) au Caire, il y mourut en 1565. Il est l’auteur d’un  recueil de Tabaqāt, ensemble de biographies de personnages. 

## Biographie
Sha‘rānī est né en Égypte à la fin de la domination des sultans Mamelouks et le début de l'occupation ottomane. Il étudie au Caire à la mosquée de Ghamri. C'est là qu'il découvre l'homme dévot, ses croyances, ses affections et ses haines, son poids dans la vie sociale et politique et qu'il rédige ses 430 notices biographiques sur les premiers califes et les saints hommes et saintes femmes de l'Islam.
Il est le fondateur d’un Ordre appelé justement la Sha‘raniyya. Il s’efforça toute sa vie durant d’éviter l’écueil des extrémismes qui allaient générer diverses sectes pseudo-musulmanes. Il s’efforçait de toujours retirer le meilleur de chaque courant et de dépasser le terrain des conflits. Son enseignement reposait essentiellement sur sa présence personnelle plutôt que sur ses écrits. Son ordre déclina après sa mort mais se poursuivit jusqu’au XIXe siècle.